# Comuna Lîpnîkî, Luhînî
Lîpnîkî (în ucraineană Липниківська сільська рада) este o comună în raionul Luhînî, regiunea Jîtomîr, Ucraina, formată din satele Lîpnîkî (reședința), Malahivka și Osnî.

## Demografie
Componența lingvistică a comunei Lîpnîkî
     Ucraineană (98,4%)
     Rusă (1,49%)
     Alte limbi (0,11%)
Conform recensământului din 2001, majoritatea populației comunei Lîpnîkî era vorbitoare de ucraineană (98,4%), existând în minoritate și vorbitori de rusă (1,49%).